# Archambauld Anatole de Talleyrand-Périgord
Archambauld Anatole Paul Graf von Talleyrand-Périgord (* 25. März 1845 in Florenz; † 18. April 1918 in Lausanne, Schweiz) war ein preußischer Offizier, Sportfunktionär und schlesischer Großgrundbesitzer.

## Leben

### Herkunft
Archambauld war der zweite Sohn des Marquis Alexandre-Edmond de Talleyrand-Périgord (1813–1894) und dessen Ehefrau Valentine, geborene de Sainte-Aldegonde (1820–1891). Der französische Generalleutnant Edmond de Talleyrand-Périgord war sein Großvater.

### Karriere
Talleyrand trat 1864 in das 2. Garde-Dragoner-Regiment der Preußischen Armee ein. Er nahm 1870/71 als Sekondeleutnant am Krieg gegen Frankreich teil und wurde mit dem Eisernen Kreuz II. Klasse ausgezeichnet. Unter Stellung à la suite der Offiziere von der Armee erhielt am 27. Januar 1900 den Charakter als Oberstleutnant.
Er war 1899 Mitglied des Vorbereitungskomitees der deutschen Teilnahme an den Olympischen Spielen 1900 in Paris. In dieser Eigenschaft wurde er als Mitglied in das Internationale Olympische Komitee berufen, was er bis 1903 blieb. 
Er war Gründungs- und Ehrenmitglied des am 7. Juni 1901 unter der Schirmherrschaft von Charlotte von Sachsen-Meiningen, Prinzessin von Preußen, gegründeten Schlesischen Automobil-Clubs in Breslau und in dieser Eigenschaft 1905 auch des Kaiserlichen Automobil-Clubs, der in jenem Jahr durch eine schlichte Umbenennung des seit 1900 existierenden Berliner Automobil-Clubs neu gegründet wurde. Er setzte sich für die Durchführung der Internationalen Automobil-Ausstellung in Berlin, des Vorläufers der heutigen IAA, ein. 

### Familie
Aus seiner am 3. Mai 1876 in Günthersdorf geschlossenen Ehe mit Marie de Gontaut-Biron, eine Tochter des französischen Diplomaten und Politikers Élie de Gontaut-Biron, gingen zwei Töchter und zwei Söhne hervor.